# Бібліотека Меттенського абатства
Бібліотека Меттенського абатства розташована в містечку Меттен (Баварія) і налічує сьогодні близько 200 000 томів.

## Історія
Стара бібліотека, ймовірно, була заснована в 1265 році. Близько 1400 року у бібліотеці також був скрипторій. Перше приміщення бібліотеки було споруджене за абата Йоганна Набласа (близько 1600 р.) Наступне приміщення з'явилося після барокової перебудови готичного колегіального костелу за абата Романа II. Близько 1726 року Меркль обставив його в стилі пізнього бароко.
З секуляризацією в Баварії в 1803 році бібліотеку було закрито.
Після відновлення монастиря Регенсбурзький єпископ Йоганн Міхаель Зайлер 1 квітня 1830 року заклав перший камінь нової бібліотеки. Зі старих колекцій Меттена було повернуто лише близько 300 томів. Крім маєтку колишнього бенедиктинця Амандуса Гекера, основою бібліотеки стали залишки фондів екзаменського абатства (1842 р.) і передача державою близько 4000 томів із закритих монастирських бібліотек у Швабському регіоні. У 1915—1925 рр. фони були заново каталоговані.

## Бібліотека сьогодні
Загальний фонд оцінюється в 200 000 томів. Серед них:
- приблизно 20 000 томів до 1800 року,
- близько 20 000 шкільних програм 1830—1920 років,
- понад 300 автографів,
- 43 рукописи та 82 рукописи у фрагментах,
- приблизно 10 000 одиниць нотних рукописів і друкованих видань.

Монастирську бібліотеку можна відвідати в рамках екскурсії.